# Peso mediano (MMA)

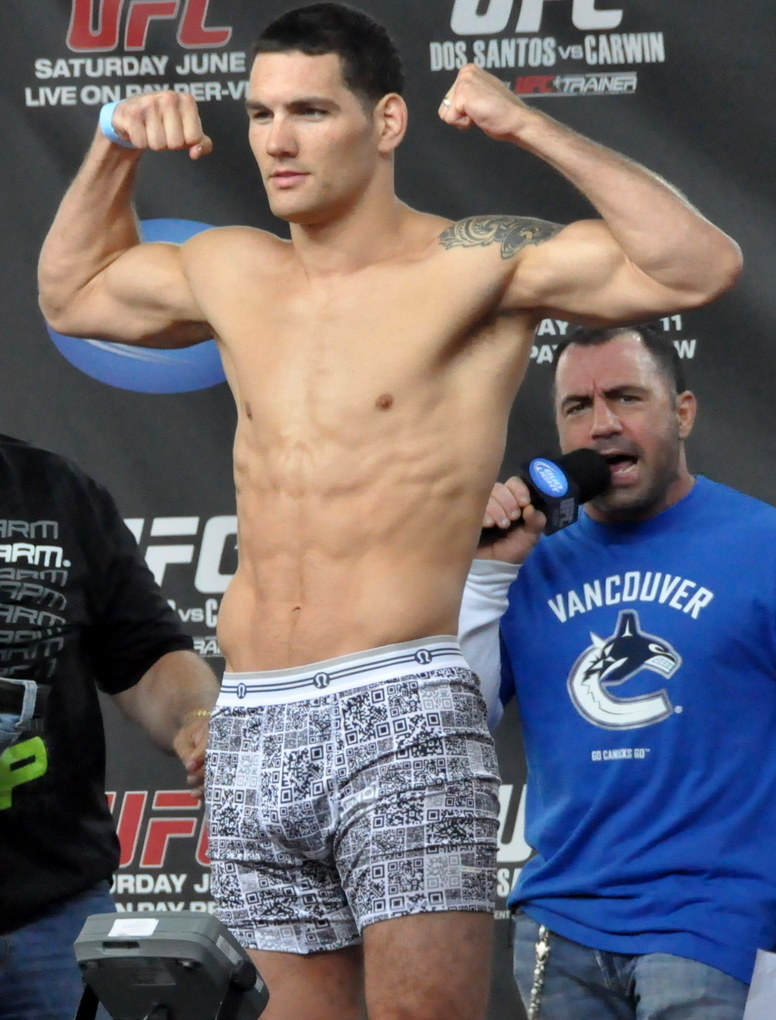
Chris Weidman, ex campeón de peso medio de la UFC

La división de peso medio en artes marciales mixtas se refiere a diferentes categorías de peso:
- La división de peso mediano de UFC, que agrupa a los competidores entre 171 a 185 lbs (77.5 a 84 kg)
- La división de peso mediano de Shooto, que agrupa a los competidores entre 155 y 170 lb (70.3 a 77.1 kg)
- La división de peso mediano de ONE Championship sigue el modelo de Pride FC, con un límite superior de 93 kg (205 lb)
- La división de peso mediano de Road FC, con un límite superior de 185 lbs (84 kg)

## Ambigüedad y aclaración
En aras de la uniformidad, muchos sitios web de artes marciales mixtas se refieren a los competidores entre 171 and 185 lbs (77.5 y 84 kg) como pesos medianos. Esto abarca la división de peso semipesado en el mismo límite de peso.
El límite de peso mediano, definido por la comisión atlética del estado de Nevada y la asociación de comisiones de boxeo es 185 lbs (84 kg).

## Campeones profesionales

### Campeones actuales
Tabla actualizada al 25 de julio de 2025. 
| Organización             | Comienzo del Reinado    | Campeón           | Récord              | Defensas |
| ------------------------ | ----------------------- | ----------------- | ------------------- | -------- |
| UFC                      | 20 de enero de 2024     | Dricus du Plessis | 22–2 (9KO 11SUB)    | 2        |
| Bellator MMA             | 24 de junio de 2022     | Johnny Eblen      | 13–0 (5KO 1SUB)     | 1        |
| ONE Championship         | 30 de octubre de 2020   | Reinier de Ridder | 16–1 (3KO 11SUB)    | 2        |
| Fight Nights Global      | 9 de septiembre de 2020 | Vladimir Mineev   | 14–1–1 (9KO 3SUB)   | 0        |
| KSW                      | 3 de junio de 2023      | Paweł Pawlak      | 24–4–1 (11KO 3 SUB) | 2        |
| Cage Warriors            | 22 de noviembre de 2019 | Nathias Frederick | 9-2-1 (8KO 0SUB)    | 1        |
| ACB                      |                         |                   | 12–3 (3KO 7SUB)     | 1        |
| Road FC                  | 28 de julio de 2018     | In Jae La         | 6–0–1 (1KO 0SUB)    | 0        |
| Legacy Fighting Alliance |                         | Vacante           |                     |          |
| URCC                     | 7 de enero de 2017      | Chris Hofmann     | 8–1 (7KO)           | 1        |